# 下川みくにのみくもりっ。
下川みくにのみくもりっ。（しもかわみくにのみくもりっ）は、文化放送で放送されていたラジオ番組。
2006年（平成18年）10月4日放送開始、放送時間は2007年（平成19年）9月26日までは毎週水曜26:30 - 27:00（木曜未明2:30 - 3:00）、2007年（平成19年）10月2日からは毎週火曜26:30 - 27:00(水曜未明2:30 - 3:00)。2007年（平成19年）10月からはネット局が新たに加わった。現行枠での放送は2008年（平成20年）3月25日で放送を終了した。
オープニング曲は『PicniQ』』（『NapsaQ〜青春ソングリクエスト』収録）、エンディング曲は初代が『おやすみ』（『NapsaQ〜青春ソングリクエスト』収録）、二代目（現在）は『手紙』（下川のシングル曲『Bird』のカップリング曲）。

## パーソナリティ
- 下川みくに（パーソナリティ）
- 松ヶ下宏之（NapsaQメンバー） ※ 不定期出演
- 伊藤多賀之（同上） ※ 不定期出演

※ 2007年（平成19年）中期頃からは、共演の男性放送作家が下川のトークに絡むというような形が多くなっていた。

## コーナー
- NapsaQ（ナップサック）ミュージックラボ
「NapsaQ」（Vocal：下川、Piano/Guitar：松ヶ下、Guitar：伊藤）というユニットを組み、毎週その場で作詞作曲を行う。作られた曲のタイトルはリスナーから募集する。曲だけでなく、曲ができるまでの過程も殆どカットしないため、3人の細かいやりとりなどもオンエアーされる。
- ミュージックバー・アダージョ
「ミュージックバー・アダージョ」の常連客に扮した下川が、マスター（謎の人物）とともに、リスナーから寄せられた「青春の一曲」にまつわるエピソードを紹介し、曲をオンエアーする。2007年（平成19年）1月から｢ミュージックバー・アダージョR｣という名称になった。
- みくもりっ。早口道場◎
リスナーから寄せられた、難しいもの、面白いもの、セクシーなもの等の早口言葉に下川がチャレンジする。
- お夜食ルネサンス◎
簡単で斬新な夜食の案をリスナーから募集。
- 今日のまっつんと今日のいとっち◎
NapsaQメンバーの松ヶ下、伊藤の2人にやってもらいたい一発ネタを募集。
- みくナビ◎
下川がリスナーに知ってもらいたい曲、歌手を紹介するコーナー。
- 喝、入れちゃう!▲

- みくに死語録▲
リスナーから、かつて使っていた死語を募集し、紹介してそれについてトーク。派手めのファンファーレに続いて一つずつ紹介。

- （◎ - 2007年（平成19年）1月からのコーナー）
（▲ - 2007年（平成19年）7月からのコーナー）
以上のコーナーは一回の内に全て放送されるわけではなく、いずれも不定期の放送となっていた。後期では「みくもりっ。早口道場」「お夜食ルネサンス」「みくに死語録」の3コーナーの放送される回数が多くなっていた。
なお、ゲストが出演の場合はコーナーが休止となった。

## ゲスト
- キンモクセイ - 2007年3月21日、2007年12月11日
- 前田愛 - 2007年3月28日
東京国際アニメフェア（東京ビッグサイト）の文化放送ブースでの公開録音
- アイドリング!!!
2007年7月25日は加藤沙耶香（1号）のみ欠席、残りの8人が出演。なお当時は、本番組の放送時間の最初の約8分が『アイドリング!!!日記』の放送時間と重なるため、26:38頃からの出演だった。
2008年1月22日は外岡えりか（6号）、谷澤恵里香（7号）、フォンチー（8号）、横山ルリカ（9号）の4人が出演。
- 鷲崎健 - 2007年10月16日
- 林田健司 - 2008年2月19日
- SHOWTA. - 2008年3月18日

## ネット局
いずれも2007年（平成19年）10月から
- 秋田放送：毎週土曜日 21:00 - 21:30
- 茨城放送：毎週日曜日 20:00 - 20:30
- 北日本放送：毎週月曜日 23:30 - 24:00

## その他
- メッセージやネタが番組中で読まれると、下川のサイン入り『新ひだか町観光親善大使名刺』がもらえることとなっていた。